# Córdova (Filipinas)
Córdova es un municipio insular de la provincia de Cebú en Filipinas que se sitúa al lado de la ciudad de Lapu-Lapu en la Isla de Mactán. 
El nombre de Córdova proviene de la ciudad de Córdoba en España.
Es una de las localidades que componen al Gran Cebú, actualmente la segunda área metropolitana más grande del país.